# Фудзивара, Рика
Рика Фудзивара (яп. 藤原 里華 Фудзивара Рика; родилась 19 сентября 1981 года в Токио, Япония) — японская профессиональная теннисистка; полуфиналистка одного турнира Большого шлема в женском парном разряде (Roland Garros-2002); победительница одного турнира WTA в парном разряде.

## Игровая карьера

### 1997—2002
Свои первые матчи в профессиональном теннисном турнире Рика Фудзивара провела в 1997 году, сразу после своего семнадцатилетия. В ноябре 1998 года она вышла в первый в карьере финал турнира ITF, проходившего в Нагасаки, а в августе следующего года в Перигё повторила этот успех в парном разряде. В 2000 году в Гаррисонберге (Виргиния) она завоевала первый титул в парном разряде на турнирах ITF. За 2001 год она выиграла в парах два турнира ITF и дошла до полуфинала на турнире WTA в Шанхае, где они с Михо Саэки уже в первом круге победили первую посеянную пару Крижан—Среботник. В одиночном разряде она завоевала свой первый титул ITF в Сербитоне. Она также была впервые приглашена в сборную Японии на матч Кубка Федерации против шведок и провела две игры (победа и поражение).
2002 год стал наиболее успешным за всю карьеру Фудзивары. В этом сезоне её основной партнёршей была Синобу Асагоэ, и вместе они добились значительных успехов в парном разряде. Они начали сезон с выхода в четвертьфинал Открытого чемпионата Австралии после побед над двумя посеянными парами, в том числе над посеянными под третьим номером Вирхинией Руано Паскуаль и Паолой Суарес. Уже после этого Фудзивара вошла в число ста лучших теннисисток мира в парном разряде, но это было только началом. На Открытом чемпионате Франции Асагоэ и Фудзивара вышли в полуфинал, победив втретьем круге посеянных третьими Кару Блэк и Елену Лиховцеву. На Уимблдоне они уже были сами посеяны под девятым номером, но дальше третьего круга не прошли (в миксте с Томасом Симадой Фудзивара показала такой же результат, победив во втором круге 15-ю сеяную пару). В Открытом чемпионате США Асагоэ и Фудзивара не участвовали, но во второй половине сезона трижды доходили до финала турниров WTA, включая турнир I категории в Монреале, где они победили три посеянных пары из числа лучших в мире. После успеха в Монреале Фудзивара вошла в двадцатку сильнейших теннисисток мирра в парном разряде, а после итогового турнира WTA в ноябре, где они с Асагоэ вышли в полуфинал, победив в первом круге посеянных первыми Руано и Суарес, поднялась на 12-е место в рейтинге, высшее в карьере.

### 2003—2006
В 2003 году Асагоэ и Фудзивара расстались, и это не замедлило сказаться на результатах. За этот сезон Фудзивара выиграла только один турнир ITF, а в турнирах WTA-тура её лучшим результатом был выход в полуфинал в Бирмингеме, где она выступала с Робертой Винчи. Тем не менее до конца сезона ей удалось сохранить место в сотне сильнейших. В одиночном разряде она весь сезон оставалась в третьей сотне рейтинга. За 2004 год она выиграла два турнира ITF в одиночном разряде и четыре в парах. Она также дошла до третьего круга Открытый чемпионат Франции в женском парном разряде с Асагоэ и до полуфинала Открытого чемпионата Японии с Саори Обатой. Эти успехи помогли ей ещё на год остаться в числе ста лучших теннисисток в парном разряде и переместиться в середину второй сотни в одиночном.
В 2005 году Фудзивара добилась нескольких хороших результатов в одиночном разряде в турнирах WTA. Сначала она прошла через сито отбора и два первых круга на турнире I категории в Индиан-Уэллс, обыграв в том числе 16-ю ракетку мира Франческу Скьявоне и ещё трёх соперниц из первой сотни, а потом повторила этот результат в Бирмингеме. Выход во второй круг в Лос-Анджелесе и Торонто позволил ей войти в число ста сильнейших в одиночном разряде, а затем и занять высшее в одиночной карьере 84-е место в рейтинге. В парах она вышла с Чжуан Цзяжун в третий круг на Открытом чемпионате Австралии после победы над пятой посеянной парой Гусарова—Лиховцева, а с Ли На в третий круг Открытого чемпионата США после победы над 15-й посеянной парой. С Обатой она выиграла два турнира ITF и снова осталась до конца года в первой сотне рейтинга. Следующий год она тоже начала удачно, выйдя с Эммануэль Гальярди в четвертьфинал турнира I категории в Майами после победы над седьмой посеянной парой, но травма кисти вынудила её завершить сезон уже в апреле.

### 2007—2013
Фудзивара вернулась на корт весной 2007 года и за сезон выиграла по одному турниру ITF в одиночном и парном разрядах. В начале 2008 года она помогла сборной взять верх над командой Хорватии во II Мировой группе Кубка Федерации, выиграв с Аюми Моритой парную встречу. До конца года она добавила к списку своих побед два титула на турнирах ITF в парах и один в одиночном разряде. На следующий год они с Айко Накамурой выиграли единственную встречу в матче сборной с командой Сербии, а за сезон Фудзивара провела пять финалов на турнирах ITF в парном разряде (две победы) и два — в одиночном (одна победа).
В 2010 году Фудзивара выиграла со сборной Японии I Азиатско-Тихоокеанскую группу Кубка Федерации, победив во всех четырёх парных встречах, но в стыковом матче со сборной Словении японки уступили. В личном зачёте Фудзивара пробилась в первый за восемь лет финал турнира WTA в Осаке, где с ней выступала Сюко Аояма, и выиграла очередные два турнира ITF в парном разряде, но это не помогло ей вернуться в число сильнейших теннисисток мира. На следующий год японки снова выиграли I Азиатско-Тихоокеанскую группу Кубка Федерации, а Фудзивара выиграла все четыре своих парных встречи. На индивидуальном уровне за сезон 2011 года она завоевала на турнирах ITF один титул (в мае в Куруме, Япония) и пять в парах. Победы в парном разряде на этом уровне и несколько рядовых результатов в турнирах WTA (включая выход в полуфинал премьер-турнира в Стенфорде, где с ней выступала Сюко Аояма) позволили ей вернуться в число ста сильнейших теннисисток мира в этом разряде.
В 2012 году две победы Фудзивары в парном разряде в матчах с соперницами из Бельгии и Словении помогли сборной Японии пробиться уже в I Мировую группу Кубка Федерации. В индивидуальных турнирах она практически ничего не показала в одиночном разряде, завершив сезон за пределами третьей сотни рейтинга, зато в паре с многоопытной Кимико Датэ выиграла первый за карьеру турнир WTA в Копенгагене, а в Куала-Лумпуре в пятый раз проиграла в финале турнира этого уровня. Кроме того, в паре с Моритой она дошла до третьего круга Открытого чемпионата Австралии, и эти успехи в совокупности обеспечили ей ещё на год место в числе ста сильнейших парных игроков мира. В первой половине 2013 года Фудзиваре никак не удавалось найти свою игру, а с мая по середину октября она и вовсе не появлялась на корте. Вернувшись в соревнования осенью, она заиграла с новой уверенностью, завершив сезон победой в турнире ITF в Мумбаи, где ей пришлось провести семь игр, включая квалификационный отбор. В финале турнира в Мумбаи она обыграла посеянную первой польку Магду Линетт — на тот момент 152-ю в рейтинге.

### Последние годы карьеры
На следующий год Фудзивара завоевала два титула ITF в парном разряде, в том числе в турнире-пятидесятитысячнике в Оспри (Флорида), где она и тайваньская теннисистка Се Шуин обыграли последовательно обе первых посеянных пары. В одиночном разряде Фудзивара за год продвинулась из седьмой сотни рейтинга в третью, не добиваясь значительных успехов, но успев поучаствовать в значительном количестве турниров ITF. В 2014 году она выступала только в первой половине сезона, дважды добравшись до финала в парных турнирах ITF и завоевав один титул в паре с Мию Като.
Пропустив 2015 год, Фудзивара вернулась на корт в 2016 году. В этом сезоне она активно играла в турнирах ITF, главным образом у себя на родине, и шесть раз выходила в финал в парном разряде, завоевав четыре титула, в том числе в турнире-стотысячнике в Токио в ноябре. 2017 год сложился аналогично, принеся Фудзиваре четыре титула в парных турнирах ITF, включая вторую подряд победу на ноябрьском турнире в Токио. В одиночном разряде она играла активнее, чем за год до этого, но в финалы не пробивалась. В 2018 году японка выступала только в первой половине сезона, успев сначала сыграть в трёх парных финалах на турнирах ITF и завоевать титул в одном из них (в турнире в Гифу с 80-тысячным призовым фондом), а затем и пробиться в четвертьфинал в нескольких турнирах WTA в этом же разряде. Последним её турниром в этом сезоне стало новое соревнование WTA в Москве, где 36-летняя японка вышла в четвертьфинал с Дарьей Юрак.

## Рейтинг на конец года
| Год  | Одиночный рейтинг | Парный рейтинг |
| 2018 | 551               | 125            |
| 2017 | 536               | 160            |
| 2016 | 916               | 286            |
| 2014 | 286               | 196            |
| 2013 | 687               | 273            |
| 2012 | 306               | 75             |
| 2011 | 186               | 92             |
| 2010 | 247               | 188            |
| 2009 | 237               | 124            |
| 2008 | 139               | 139            |
| 2007 | 273               | 178            |
| 2006 | 545               | 220            |
| 2005 | 97                | 80             |
| 2004 | 158               | 80             |
| 2003 | 215               | 128            |
| 2002 | 185               | 13             |
| 2001 | 128               | 135            |
| 2000 | 246               | 242            |
| 1999 | 319               | 435            |
| 1998 | 683               |                |

## Выступления на турнирах

### Финалы турнировITFв одиночном разряде (17)

#### Победы (9)
| Легенда:          |
| ----------------- |
| 100.000 USD (0)   |
| 75.000 USD (0+4)  |
| 50.000 USD (3+12) |
| 25.000 USD (5+12) |
| 10.000 USD (1+1)  |

| Титулы по покрытиям | Титулы по месту проведения матчей турнира |
| ------------------- | ----------------------------------------- |
| Хард (4+12)         | Зал (0+3)                                 |
| Грунт (0+5)         | Зал (0+3)                                 |
| Трава (3+3)         | Открытый воздух (9+24)                    |
| Ковёр (2+7)         | Открытый воздух (9+24)                    |

| №  | Дата            | Турнир                   | Покрытие | Соперница в финале | Счёт              |
| 1. | 4 июня 2001     | Сербитон, Великобритания | Трава    | Кристина Бранди    | 6-3 6-3           |
| 2. | 12 мая 2003     | Нагано, Япония           | Трава    | Аями Такасэ        | 7-5 6-0           |
| 3. | 12 июля 2004    | Гумма, Япония            | Ковёр    | Аями Такасэ        | 6-1 6-2           |
| 4. | 7 сентября 2004 | Ибараки, Япония          | Хард     | Сихо Хисамацу      | 4-6 7-5 6-0       |
| 5. | 21 мая 2007     | Нагано, Япония           | Ковёр    | Нацуми Хамамура    | 7-5 6-2           |
| 6. | 21 января 2008  | Ваиколоа-Виллидж, США    | Хард     | Сандра Клёзель     | 3-6 6-3 6-2       |
| 7. | 16 ноября 2009  | Пуна, Индия              | Хард     | Бояна Йовановски   | 5-7 6-4 6-3       |
| 8. | 9 мая 2011      | Куруме, Япония           | Трава    | Моника Адамчак     | 6-3 6-1           |
| 9. | 15 декабря 2013 | Нави Мумбаи, Индия       | Хард     | Магда Линетт       | 2-6 7-6(5) 7-6(4) |

#### Поражения (8)
| №  | Дата             | Турнир             | Покрытие | Соперница в финале | Счёт              |
| 1. | 23 ноября 1998   | Нагасаки, Япония   | Трава    | Майко Иноуэ        | 1-6 6-3 6-7(3)    |
| 2. | 17 июля 2000     | Балтимор, США      | Хард     | Маниша Малхотра    | 6-7(5) 7-6(4) 2-6 |
| 3. | 25 сентября 2000 | Сага, Япония       | Трава    | Ева Крейцова       | 6-7(3) 2-6        |
| 4. | 5 марта 2001     | Ханчжоу, Китай     | Хард     | Лю Наньнань        | 6-7(2) 6-3 5-7    |
| 5. | 6 августа 2002   | Пекин, Китай       | Хард     | Сунь Тяньтянь      | 3-6 0-6           |
| 6. | 22 марта 2009    | Реддинг, США       | Хард     | Лора Гренвилл      | 2-6 6-2 4-6       |
| 7. | 28 февраля 2011  | Сидней, Австралия  | Хард     | Юрика Сэма         | 4-6 7-5 6-7(2)    |
| 8. | 16 мая 2011      | Каруидзава, Япония | Ковёр(i) | Миса Эгути         | 3-6 3-6           |

### Финалы турнировWTAв парном разряде (6)

#### Победы (1)
| Легенда: До 2009 года       | Легенда: С 2009 года  |
| --------------------------- | --------------------- |
| Турниры Большого Шлема (0)  |                       |
| Олимпиада (0)               |                       |
| Итоговый чемпионат года (0) |                       |
| 1-я категория (0)           | Premier Mandatory (0) |
| 2-я категория (0)           | Premier 5 (0)         |
| 3-я категория (0)           | Premier (0)           |
| 4-я категория (0)           | International (1)     |
| 5-я категория (0)           | International (1)     |

| Титулы по покрытиям | Титулы по месту проведения матчей турнира |
| ------------------- | ----------------------------------------- |
| Хард (1)            | Зал (1)                                   |
| Грунт (0)           | Зал (1)                                   |
| Трава (0)           | Открытый воздух (0)                       |
| Ковёр (0)           | Открытый воздух (0)                       |

| №  | Дата           | Турнир            | Покрытие | Партнёрша         | Соперницы в финале          | Счёт           |
| 1. | 15 апреля 2012 | Копенгаген, Дания | Хард(i)  | Кимико Датэ-Крумм | София Арвидссон Кайя Канепи | 6-2 4-6 [10-5] |

#### Поражения (5)
| №  | Дата             | Турнир                 | Покрытие | Партнёрша    | Соперницы в финале                   | Счёт       |
| 1. | 18 августа 2002  | Монреаль, Канада       | Хард     | Ай Сугияма   | Вирхиния Руано Паскуаль Паола Суарес | 4-6 6-7(4) |
| 2. | 15 сентября 2002 | Шанхай, Китай          | Хард     | Ай Сугияма   | Анна Курникова Джанет Ли             | 5-7 3-6    |
| 3. | 3 ноября 2002    | Линц, Австрия          | Ковёр(i) | Ай Сугияма   | Елена Докич Надежда Петрова          | 3-6 2-6    |
| 4. | 17 октября 2010  | Осака, Япония          | Хард     | Сюко Аояма   | Чжан Кайчжэнь Лилия Остерло          | 0-6 3-6    |
| 5. | 4 марта 2012     | Куала-Лумпур, Малайзия | Хард     | Чжань Хаоцин | Чжан Кайчжэнь Чжуан Цзяжун           | 5-7 4-6    |

### Финалы турнировITFв парном разряде (61)

#### Победы (36)
| №   | Дата             | Турнир                   | Покрытие | Партнёрша                  | Соперницы в финале                               | Счёт               |
| 1.  | 31 июля 2000     | Гаррисонберг, США        | Грунт    | Синди Уотсон               | Лорен Кальвария Габриэла Ластра                  | 6-4 5-7 7-5        |
| 2.  | 26 марта 2001    | Стоун-Маунтин, США       | Хард     | Чон Ми Ра                  | Алисия Молик Брианн Стюарт                       | 7-5 6-3            |
| 3.  | 13 августа 2001  | Бронкс, США              | Хард     | Клариса Фернандес          | Кристи Богерт Элс Калленс                        | 2-6 7-6(3) 6-4     |
| 4.  | 23 апреля 2002   | Дотан, США               | Хард     | Майя Палавершич-Купер-Смит | Саманта Ривз Джессика Стек                       | 6-3 6-0            |
| 5.  | 27 апреля 2003   | Гифу, Япония             | Трава    | Саори Обата                | Синобу Асагоэ Нана Смит                          | 1-6 7-5 6-3        |
| 6.  | 11 апреля 2004   | Хошимин, Вьетнам         | Хард     | Айко Накамура              | Елена Антипина Гюльнара Фаттахетдинова           | 6-3 6-3            |
| 7.  | 4 мая 2004       | Фукуока, Япония          | Ковёр    | Саори Обата                | Моника Адамчак Николь Криз                       | 6-2 6-4            |
| 8.  | 10 мая 2004      | Каруидзава, Япония       | Ковёр    | Чон Ми Ра                  | Рёко Фуда Сэйко Окамото                          | 6-2 2-6 7-6(1)     |
| 9.  | 7 ноября 2004    | Шэньчжэнь, Китай         | Хард     | Елена Татаркова            | Янь Цзы Чжэн Цзе                                 | 6-4 1-6 6-1        |
| 10. | 3 мая 2005       | Гифу, Япония             | Ковёр    | Саори Обата                | Рёко Фуда Сэйко Окамото                          | 6-1 6-2            |
| 11. | 31 мая 2005      | Сербитон, Великобритания | Трава    | Саори Обата                | Дженнифер Хопкинс Машона Вашингтон               | 4-6 6-4 6-2        |
| 12. | 13 сентября 2007 | Токио, Япония            | Хард     | Дзюнри Намигата            | Кумико Иидзима Акико Ёнэмура                     | 3-6 7-6(4) [10-5]  |
| 13. | 7 апреля 2008    | Монсон, Испания          | Хард     | Эммануэль Гальярди         | Мария Хосе Мартинес Санчес Аранча Парра Сантонха | 1-6 7-6(5) [10-8]  |
| 14. | 27 октября 2008  | Токио, Япония            | Хард     | Кимико Датэ-Крумм          | Чжань Цзиньвэй Чэнь И                            | 7-5 6-3            |
| 15. | 9 февраля 2009   | Мидленд, США             | Хард(i)  | Чэнь И                     | Мелинда Цинк Линдсей Ли-Уотерс                   | 7-5 7-6(5)         |
| 16. | 11 мая 2009      | Сен-Годенс, Франция      | Грунт    | Шанель Схеперс             | Кимико Датэ-Крумм Сунь Тяньтянь                  | 7-5 6-4            |
| 17. | 6 сентября 2010  | Ното, Япония             | Ковёр    | Тамарин Танасугарн         | Сюко Аояма Акари Иноуэ                           | 6-3 6-3            |
| 18. | 22 ноября 2010   | Тоёта, Япония            | Ковёр(i) | Сюко Аояма                 | Ирина-Камелия Бегу Мэдэлина Гожня                | 1-6 6-3 6-4        |
| 19. | 10 января 2011   | Пинго, Китай             | Хард     | Сюко Аояма                 | Лю Ваньтин Сунь Шэннань                          | 6-4 6-3            |
| 20. | 21 марта 2011    | Куньмин, Китай           | Грунт    | Сюко Аояма                 | Ирина Бурячок Вероника Капшай                    | 6-3 6-2            |
| 21. | 28 марта 2011    | Вэньшань, Китай          | Хард     | Сюко Аояма                 | Лян Чэнь Тянь Жань                               | 6-4 6-0            |
| 22. | 2 мая 2011       | Фукуока, Япония          | Ковёр    | Сюко Аояма                 | Айко Накамура Дзюнри Намигата                    | 7-6(3) 6-0         |
| 23. | 16 мая 2011      | Каруидзава, Япония       | Ковёр(i) | Сюко Аояма                 | Нацуми Хамамура Аюми Ока                         | 6-4 6-4            |
| 24. | 2 января 2012    | Цюаньчжоу, Китай         | Хард     | Чжань Хаоцин               | Кимико Датэ-Крумм Чжан Шуай                      | 4-6 6-4 [10-7]     |
| 25. | 30 марта 2014    | Оспри, США               | Грунт    | Се Шуин                    | Ирина Фалькони Ева Грдинова                      | 6-3 6-7(5) [10-4]  |
| 26. | 13 июля 2014     | Ашаффенбург, Германия    | Грунт    | Юки Танака                 | Лесли Керкхове Ксения Кнолль                     | 6-1 6-4            |
| 27. | 23 мая 2015      | Каруидзава, Япония       | Трава    | Мию Като                   | Мана Аюкава Макото Ниномия                       | 6-2 6-0            |
| 28. | 23 мая 2016      | Каруидзава, Япония       | Трава    | Котоми Такахата            | Мана Аюкава Юки Танака                           | 6-1 6-4            |
| 29. | 29 августа 2016  | Ното, Япония             | Ковёр    | Аяка Окуно                 | Акари Иноуэ Мики Миямура                         | 6-1 1-6 [10-6]     |
| 30. | 5 сентября 2016  | Киото, Япония            | Хард(i)  | Мики Миямура               | Риса Хасегава Мидори Ямамото                     | 6-1 6-2            |
| 31. | 7 ноября 2016    | Токио, Япония            | Хард     | Юки Наито                  | Джейми Лёб Ан-Софи Местах                        | 6-4 6-7(12) [10-8] |
| 32. | 6 июня 2017      | Токио, Япония            | Хард     | Кёка Окамура               | Момоко Кобори Котоми Такахата                    | 6-2 6-0            |
| 33. | 13 июня 2017     | Кофу, Япония             | Хард     | Кёка Окамура               | Хироко Кувата Рико Саваянаги                     | 7-6(4) 6-3         |
| 34. | 17 октября 2017  | Хамамацу, Япония         | Ковёр    | Кёка Окамура               | Лу Цзяцзин Аяка Окуно                            | 6-2 6-4            |
| 35. | 7 ноября 2017    | Токио, Япония            | Хард     | Юки Наито                  | Дзюнри Намигата Эри Ходзуми                      | 6-1 6-3            |
| 36. | 30 апреля 2018   | Гифу, Япония             | Хард     | Юки Наито                  | Ксения Лыкина Эмили Уэбли-Смит                   | 7-5 6-4            |

#### Поражения (25)
| №   | Дата            | Турнир                    | Покрытие | Партнёрша         | Соперницы в финале                | Счёт              |
| 1.  | 2 августа 1999  | Перигё, Франция           | Грунт    | Ханна-Катри Аалто | Селима Сфар Джо Уорд              | 4-6 3-6           |
| 2.  | 24 июля 2000    | Эвансвилл, США            | Хард     | Энн Плессингер    | Томоэ Хотта Рёко Такэмура         | 4-6 1-6           |
| 3.  | 5 мая 2002      | Гифу, Япония              | Трава    | Синобу Асагоэ     | Чо Юн Джон Эви Доминикович        | 2-6 2-6           |
| 4.  | 6 мая 2003      | Фукуока, Япония           | Грунт    | Саори Обата       | Лига Декмейере Нана Мияги         | 2-6 6-2 4-6       |
| 5.  | 13 июля 2003    | Модена, Италия            | Грунт    | Труди Мусгрейв    | Ли Тин Сунь Тяньтянь              | 6-3 5-7 5-7       |
| 6.  | 7 сентября 2004 | Ибараки, Япония           | Хард     | Сихо Хисамацу     | Маки Араи Рэми Тэдзука            | 1-6 7-5 2-6       |
| 7.  | 14 февраля 2005 | Бромма, Швеция            | Хард(i)  | Рёко Фуда         | Михел Герардс Ануска ван Эксель   | Без игры          |
| 8.  | 3 апреля 2005   | Огаста, США               | Хард     | Саори Обата       | Анастасия Родионова Татьяна Пучек | 6-7(3) 0-6        |
| 9.  | 13 мая 2007     | Фукуока, Япония           | Ковёр    | Дзюнри Намигата   | Аюми Морита Акико Ёнэмура         | 2-6 2-6           |
| 10. | 4 февраля 2008  | Мидленд, США              | Хард(i)  | Сурина де Бер     | Эшли Харклроуд Шенай Перри        | 6-3 4-6 [6-10]    |
| 11. | 5 июня 2009     | Ноттингем, Великобритания | Трава    | Элени Данилиду    | Алекса Глатч Натали Грандин       | 3-6 6-2 [7-10]    |
| 12. | 2 августа 2009  | Обихиро, Япония           | Ковёр    | Куруми Нара       | Нацуми Хамамура Аюми Ока          | 6-3 1-6 [5-10]    |
| 13. | 5 октября 2009  | Токио, Япония             | Хард     | Кимико Датэ-Крумм | Чжань Юнжань Аюми Морита          | 2-6 4-6           |
| 14. | 21 февраля 2011 | Милдьюра, Австралия       | Хард     | Кумико Иидзима    | Кейси Деллакква Оливия Роговска   | 6-4 6-7(6) 4-6    |
| 15. | 28 февраля 2011 | Сидней, Австралия         | Хард     | Кумико Иидзима    | Кейси Деллакква Оливия Роговска   | 6-3 6-7(3) 4-6    |
| 16. | 14 марта 2011   | Санья, Китай              | Хард     | Сюй Вэньсинь      | Ирина Бремон Ани Миячика          | 6-3 5-7 4-6       |
| 17. | 9 мая 2011      | Куруме, Япония            | Трава    | Сюко Аояма        | Аюми Ока Акико Ёнэмура            | 3-6 7-5 4-6       |
| 18. | 28 апреля 2013  | Вэньшань, Китай           | Хард     | Дзюнри Намигата   | Мики Миямура Варатчая Вонгтинчай  | 5-7 3-6           |
| 19. | 12 мая 2013     | Фукуока, Япония           | Трава    | Акико Омаэ        | Дзюнри Намигата Эрика Сэма        | 5-7 6-3 [7-10]    |
| 20. | 19 мая 2013     | Куруме, Япония            | Трава    | Акико Омаэ        | Канаэ Хисами Мари Танака          | 4-6 6-7(2)        |
| 21. | 20 марта 2015   | Кофу, Япония              | Хард     | Акари Иноуэ       | Харука Кадзи Айко Ёситоми         | 2-6 3-6           |
| 22. | 10 октября 2016 | Макинохара, Япония        | Ковёр    | Эрика Сэма        | Ксения Лыкина Рико Саваянаги      | 4-6 1-6           |
| 23. | 14 ноября 2016  | Тоёта, Япония             | Ковёр(i) | Аяка Окуно        | Ксения Лыкина Акико Омаэ          | 7-6(4) 2-6 [5-10] |
| 24. | 17 марта 2018   | Тоёта                     | Хард     | Дальма Гальфи     | Чхве Джихи Ким На Ри              | 2-6 3-6           |
| 25. | 1 июня 2018     | Градо, Италия             | Грунт    | Наикта Бэйнс      | Джорджа Маркетти Элис Маттеуччи   | 0-6 4-6           |

## История выступлений на турнирах
По состоянию на 23 марта 2015 года
Для того, чтобы предотвратить неразбериху и удваивание счета, информация в этой таблице корректируется только по окончании участия там данного игрока.
| Турнир                 | 2001  | 2002  | 2003  | 2004  | 2005  | 2006  | 2007  | 2008  | 2009  | 2011  | 2012  | 2013  | Итог   | В/П за карьеру |
| ---------------------- | ----- | ----- | ----- | ----- | ----- | ----- | ----- | ----- | ----- | ----- | ----- | ----- | ------ | -------------- |
| Турниры Большого Шлема |       |       |       |       |       |       |       |       |       |       |       |       |        |                |
| Australian Open        | -     | 1/4   | 1Р    | -     | 3Р    | 1Р    | -     | -     | -     | -     | 3Р    | 1Р    | 0 / 6  | 7-6            |
| Roland Garros          | -     | 1/2   | 1Р    | 3Р    | 1Р    | -     | -     | -     | -     | -     | 1Р    | -     | 0 / 5  | 6-5            |
| Уимблдон               | К     | 3Р    | 1Р    | 2Р    | 1Р    | -     | -     | -     | 1Р    | 1Р    | 1Р    | -     | 0 / 8  | 10-8           |
| US Open                | К     | -     | 1Р    | 1Р    | 3Р    | -     | 2Р    | 1Р    | -     | -     | -     | -     | 0 / 6  | 3-6            |
| Итог                   | 0 / 2 | 0 / 3 | 0 / 4 | 0 / 3 | 0 / 4 | 0 / 1 | 0 / 1 | 0 / 1 | 0 / 1 | 0 / 1 | 0 / 3 | 0 / 1 | 0 / 25 |                |
| В/П в сезоне           | 1-2   | 9-3   | 0-4   | 3-3   | 6-4   | 0-1   | 1-1   | 0-1   | 2-1   | 2-1   | 2-3   | 0-1   |        | 26-25          |